# Rhinestone Eyes
"Rhinestone Eyes" és el quart senzill de Plastic Beach, tercer àlbum d'estudi de la banda virtual britànica Gorillaz. Inicialment havia de ser llançat físicament com la resta de senzills, però finalment fou llançat exclusivament per emissores de ràdio alternatives estatunidenques el 6 de setembre de 2010 i van publicar físicament "Doncamatic" malgrat no pertànyer a l'àlbum.
La cançó fou inclosa dins la banda sonora del videojoc FIFA 11. La versió d'un guió il·lustrat per un possible videoclip de la cançó fou estrenada el 4 d'octubre de 2010 en el canal del grup a YouTube, on s'explica com el grup es reuneix a Plastic Beach amb l'arribada d'en Russel i Noodle. La primera interpretació en directe la van realitzar al Wedgewood Rooms de Portsmouth dins la gira Escape to Plastic Beach World Tour. En la gira, la cançó i el videoclip es mostraven després de "On Melancholy Hill" demostrant la continuïtat dels videoclips.

## Llista de cançons
CD Promo
1. "Rhinestone Eyes" – 3:20
2. "Rhinestone Eyes" (Instrumental) – 3:20